# Sterphus latitarsata
Sterphus latitarsata är en tvåvingeart som först beskrevs av Macquart 1842.  Sterphus latitarsata ingår i släktet Sterphus och familjen blomflugor. Inga underarter finns listade i Catalogue of Life.